# Turneul celor Patru Trambuline 2022-2023
Turneul celor Patru Trambuline 2022-2023 a fost un turneu de sărituri cu schiurile masculin programat să aibă loc în cele patru locuri tradiționale: Oberstdorf, Garmisch-Partenkirchen, Innsbruck și Bischofshofen situate în Germania și Austria, în perioada 28 decembrie 2022 și 6 ianuarie 2023, fiind cea de a 71-a ediție a acestuia.

## Rezultate

### Oberstdorf
HS 137 Arena Oberstdorf, Germania

29 decembrie 2022
| Loc | Nume                  | Naționalitate | Săritura 1 (m) | Runda 1 (puncte) | Săritura 2 (m) | Runda 2 (puncte) | Total puncte |
| --- | --------------------- | ------------- | -------------- | ---------------- | -------------- | ---------------- | ------------ |
| 1   | Halvor Egner Granerud | Norvegia      | 142,5          | 151,5            | 139,0          | 160,9            | 312,4        |
| 2   | Piotr Żyła            | Polonia       | 132,5          | 146,9            | 137,0          | 152,1            | 299,0        |
| 3   | Dawid Kubacki         | Polonia       | 140,5          | 145,9            | 136,0          | 149,0            | 294,9        |
| 4   | Karl Geiger           | Germania      | 136,5          | 142,0            | 134,0          | 151,6            | 293,6        |
| 5   | Stefan Kraft          | Austria       | 133,5          | 139,2            | 138,0          | 152,8            | 292,0        |
| 6   | Andreas Wellinger     | Germania      | 135,0          | 144,5            | 132,0          | 140,7            | 285,2        |
| 7   | Lovro Kos             | Slovenia      | 125,5          | 134,1            | 133,5          | 146,6            | 280,7        |
| 8   | Daniel Tschofenig     | Austria       | 122,5          | 133,5            | 132,5          | 145,3            | 278,8        |
| 9   | Kamil Stoch           | Polonia       | 133,0          | 139,7            | 130,0          | 136,4            | 276,1        |
| 10  | Anže Lanišek          | Slovenia      | 119,5          | 125,2            | 129,0          | 142,2            | 267,4        |

### Garmisch-Partenkirchen
HS142 Große Olympiaschanze, Germany

1 ianuarie 2023 
| Loc | Nume                  | Naționalitate | Săritura 1 (m) | Runda 1 (puncte) | Săritura 2 (m) | Runda 2 (puncte) | Total puncte |
| --- | --------------------- | ------------- | -------------- | ---------------- | -------------- | ---------------- | ------------ |
| 1   | Halvor Egner Granerud | Norvegia      | 140,0          | 148,5            | 142,0          | 155,2            | 303,7        |
| 2   | Anže Lanišek          | Slovenia      | 140,5          | 147,9            | 137,0          | 149,4            | 297,3        |
| 3   | Dawid Kubacki         | Polonia       | 136,0          | 141,7            | 138,5          | 152,7            | 294,4        |
| 4   | Manuel Fettner        | Austria       | 136,0          | 136,3            | 138,0          | 143,3            | 279,6        |
| 5   | Jan Hörl              | Austria       | 136,0          | 135,7            | 138,5          | 143,2            | 278,9        |
| 6   | Piotr Żyła            | Polonia       | 135,5          | 140,8            | 134,5          | 136,2            | 277,0        |
| 7   | Daniel Tschofenig     | Austria       | 131,0          | 131,6            | 136,0          | 143,8            | 275,4        |
| 8   | Andreas Wellinger     | Germania      | 137,0          | 136,7            | 133,0          | 136,4            | 273,1        |
| 9   | Kamil Stoch           | Polonia       | 135.0          | 133,5            | 134,5          | 139,2            | 272,7        |
| 10  | Michael Hayböck       | Austria       | 128,5          | 125,2            | 140,0          | 144,6            | 269,8        |

### Innsbruck
HS128 Bergiselschanze, Austria

4 ianuarie 2023 
| Loc | Nume                  | Naționalitate | Săritura 1 (m) | Runda 1 (puncte) | Săritura 2 (m) | Runda 2 (puncte) | Total puncte |
| --- | --------------------- | ------------- | -------------- | ---------------- | -------------- | ---------------- | ------------ |
| 1   | Dawid Kubacki         | Polonia       | 127,0          | 137,4            | 121,5          | 127,8            | 265,2        |
| 2   | Halvor Egner Granerud | Norvegia      | 123,0          | 124,6            | 133,0          | 137,1            | 261,7        |
| 3   | Anže Lanišek          | Slovenia      | 127,0          | 130,5            | 121,5          | 128,3            | 258,8        |
| 4   | Stefan Kraft          | Austria       | 129,5          | 126,2            | 125,0          | 128,8            | 255,0        |
| 5   | Kamil Stoch           | Polonia       | 127,0          | 128,0            | 121,0          | 121,2            | 249,2        |
| 6   | Marius Lindvik        | Norvegia      | 128,0          | 127,9            | 121,0          | 118,3            | 246,2        |
| 7   | Michael Hayböck       | Austria       | 128,0          | 122,6            | 122,0          | 116,5            | 239,1        |
| 8   | Daniel Tschofenig     | Austria       | 117,0          | 112,6            | 120,5          | 121,7            | 234,3        |
| 9   | Jan Hörl              | Austria       | 122.5          | 121.2            | 119,0          | 112,5            | 233,7        |
| 10  | Piotr Żyła            | Polonia       | 120,5          | 115,0            | 119,0          | 116,5            | 231,5        |

### Bischofshofen
HS142 Paul-Ausserleitner-Schanze, Austria

6 ianuarie 2023
| Loc | Nume                  | Naționalitate | Săritura 1 (m) | Runda 1 (puncte) | Săritura 2 (m) | Runda 2 (puncte) | Total puncte |
| --- | --------------------- | ------------- | -------------- | ---------------- | -------------- | ---------------- | ------------ |
| 1   | Halvor Egner Granerud | Norvegia      | 139,5          | 157,1            | 143,5          | 156,3            | 313,4        |
| 2   | Anže Lanišek          | Slovenia      | 140,5          | 156,0            | 139,0          | 149,5            | 305,5        |
| 3   | Dawid Kubacki         | Polonia       | 135,5          | 152,2            | 140,0          | 151,5            | 303,7        |
| 4   | Michael Hayböck       | Austria       | 138,5          | 151,8            | 137,0          | 145,8            | 297,6        |
| 5   | Jan Hörl              | Austria       | 135,5          | 144,3            | 140,5          | 147,8            | 292,1        |
| 6   | Kamil Stoch           | Polonia       | 138,0          | 148,8            | 134,5          | 141,1            | 289,9        |
| 7   | Peter Prevc           | Slovenia      | 134,5          | 144,0            | 139,5          | 144,6            | 288,6        |
| 8   | Manuel Fettner        | Austria       | 134,5          | 143,9            | 139,0          | 141,7            | 285,6        |
| 9   | Timi Zajc             | Slovenia      | 135,5          | 143,3            | 137,0          | 142,0            | 285,3        |
| 10  | Clemens Aigner        | Austria       | 136,5          | 139,8            | 139,5          | 142,7            | 282,5        |

## Clasament final
Clasamentul final după cele patru probe:
| Loc | Nume                  | Naționalitate | Oberstdorf | Garmisch- Partenkirchen | Innsbruck  | Bischofshofen | Total Puncte |
| --- | --------------------- | ------------- | ---------- | ----------------------- | ---------- | ------------- | ------------ |
| 1   | Halvor Egner Granerud | Norvegia      | 312,4 (1)  | 303,7 (1)               | 261,7 (2)  | 313,4 (1)     | 1.191,2      |
| 2   | Dawid Kubacki         | Polonia       | 294,9 (3)  | 294,4 (3)               | 265,2 (1)  | 303,7 (3)     | 1.158,2      |
| 3   | Anže Lanišek          | Slovenia      | 267,4 (10) | 297,3 (2)               | 258,8 (3)  | 305,5 (2)     | 1.129,0      |
| 4   | Piotr Żyła            | Polonia       | 299,0 (2)  | 277,0 (6)               | 231,5 (10) | 282,5 (10)    | 1.090,0      |
| 5   | Kamil Stoch           | Polonia       | 276,1 (9)  | 272,7 (9)               | 249,2 (5)  | 289,9 (6)     | 1.087,9      |
| 6   | Stefan Kraft          | Austria       | 292,0 (5)  | 249,5 (18)              | 255,0 (4)  | 281,0 (14)    | 1.077,5      |
| 7   | Michael Hayböck       | Austria       | 262,1 (12) | 269,8 (10)              | 239,1 (7)  | 297,6 (4)     | 1.068,6      |
| 8   | Daniel Tschofenig     | Austria       | 278,8 (8)  | 275,4 (7)               | 234,3 (8)  | 272,6 (18)    | 1.061,1      |
| 9   | Jan Hörl              | Austria       | 251,6 (16) | 278,9 (5)               | 233.7 (9)  | 292.1 (5)     | 1.056,3      |
| 10  | Manuel Fettner        | Austria       | 260,3 (13) | 279,6 (4)               | 225,4 (15) | 285,6 (8)     | 1.050,9      |

## Legături externe
- de Site web oficial